# Chanelle Bonaventure
Chanelle Bonaventure, née le 5 juillet 1991 à Verviers, est une femme politique belge, membre du Parti socialiste (PS).

## Biographie
Chanelle Bonaventure nait le 5 juillet 1991 à Verviers.
En octobre 2019, elle devient coprésidente de la fédération verviétoise des jeunes socialistes.
Le 1er juillet 2021, étant suppléante de la liste PS dans la circonscription de la province de Liège, elle devient députée fédérale à la Chambre des représentants à la suite du décès de Marc Goblet. 